# Neuroterus albipes albipes
Neuroterus albipes albipes é uma subespécie de insetos himenópteros, mais especificamente de vespas pertencente à família Cynipidae.
A autoridade científica da subespécie é Schenck, tendo sido descrita no ano de 1863.
Trata-se de uma subespécie presente no território português.